# Cohors I Aelia Classica (Arabia)
Die Cohors I Aelia Classica (deutsch 1. Kohorte die Aelische der Flottenangehörigen) war eine römische Auxiliareinheit. Sie ist durch Militärdiplome belegt.

## Namensbestandteile
- Cohors: Die Kohorte war eine Infanterieeinheit der Auxiliartruppen in der römischen Armee.

- I: Die römische Zahl steht für die Ordnungszahl die erste (lateinisch prima). Daher wird der Name dieser Militäreinheit als Cohors prima .. ausgesprochen.

- Aelia: Die Ehrenbezeichnung bezieht sich auf Kaiser Hadrian, dessen vollständiger Name Publius Aelius Hadrianus lautet.

- Classica: Die Soldaten der Kohorte wurden bei Aufstellung der Einheit aus Angehörigen der Flotte (lat. classis) rekrutiert.

Da es keine Hinweise auf die Namenszusätze milliaria (1000 Mann) und equitata (teilberitten) gibt, ist davon auszugehen, dass es sich um eine Cohors quingenaria peditata, eine reine Infanterie-Kohorte, handelt. Die Sollstärke der Einheit lag bei 480 Mann, bestehend aus 6 Centurien mit jeweils 80 Mann.

## Geschichte
Die Kohorte war in der Provinz Arabia stationiert. Sie ist auf Militärdiplomen für die Jahre 142 bis 145 n. Chr. aufgeführt.
Die Einheit wurde entweder durch Hadrian (117–138) neu aufgestellt oder eine bereits zuvor bestehende Cohors classica milliaria wurde im letzten Jahr seiner Herrschaft in die Cohors I Aelia Classica und die Cohors II Aurelia Classica aufgeteilt. Die neue Kohorte wurde wohl von Anfang an in der Provinz Arabia stationiert und war vermutlich als Entlastung oder als Ersatz für Einheiten gedacht, die aktiv an der Niederschlagung des jüdischen Aufstands teilnahmen.

## Standorte
Standorte der Kohorte sind nicht bekannt.

## Angehörige der Kohorte
Angehörige der Kohorte sind nicht bekannt.